# Paul Heyman

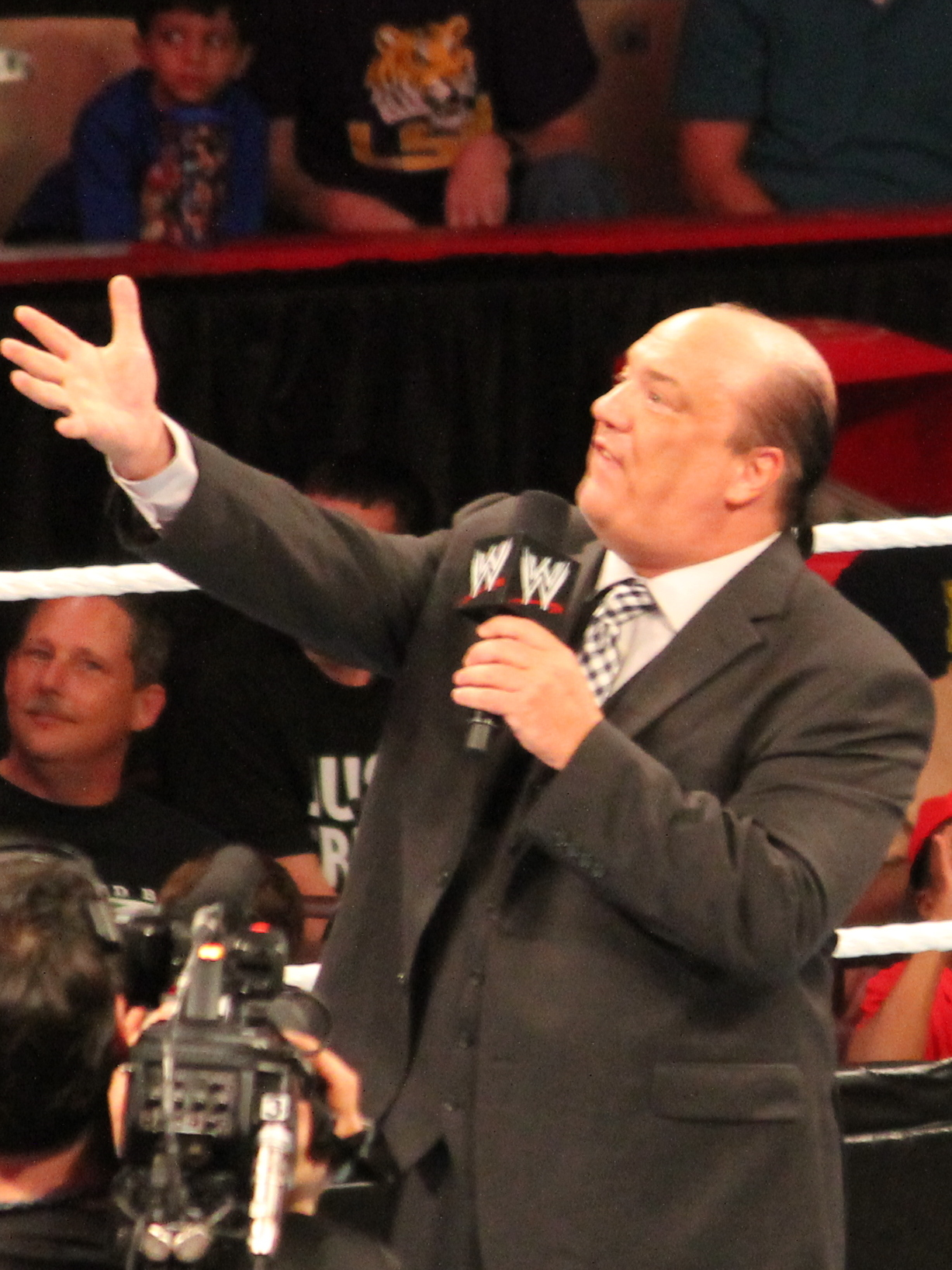
Paul Heyman.

Paul Heyman, född  11 september 1965 i Bronx, New York, är en amerikansk wrestlingmanager. 
Heyman, som är jude, är son till advokaten och krigsveteranen Richard S. Heyman (1926–2013) och förintelseöverlevaren Sulamita, född Szarf (1928–2009).
Heyman har tidigare ägt organisationen Extreme Championship Wrestling (ECW). I dagsläget är han anställd av WWE där han är manager åt Roman Reigns.